# Матусов, Майк
Майкл (Майк) Матусов (англ. Mike Matusow; род. 30 апреля 1968, Лос-Анджелес, Калифорния) — американский профессиональный игрок в покер.
В покерном мире получил прозвище «The Mouth», что в переводе обозначает «Рот» — за манеру много говорить за покерным столом во время игры. 12 мая 2009 года вышла в свет автобиография Матусова под названием «Чекая и переповышая Дьявола» («Check Raising the Devil»). Принят в команду профессионалов Full Tilt.

## Биография
Родился 30 апреля 1968 года в Лос-Анджелесе, штат Калифорния, США.
В возрасте 10 лет Майк переехал со своей семьей в Лас-Вегас.
Матусов начал играть в покер серьезно в начале 1990-х годов: сначала покерным дилером сразу в двух казино — «The Orleans» и «Sam’s Town Casino», затем как профессиональный игрок.
В настоящее время проживает в местечке Хендерсон, пригород Лас Вегаса, штат Невада, США.

## Достижения
- Успехи Матусова включают два выхода на финальный стол в главном турнире World Series of Poker (2001 и 2005), четыре браслета World Series of Poker (1999, 2002, 2008, 2013), победу в World Series of Poker Tournament of Champions (2005) и в NBC National Heads-Up Poker Championship (2013).